# شارلوت دروري
شارلوت دروري (بالإنجليزية: Charlotte Drury)‏ هي لاعبة جمباز فني أمريكية، ولدت في 4 يونيو 1996 في لاغونا بيتش في الولايات المتحدة.

## وصلات خارجية
- شارلوت دروري على موقع الاتحاد الدولي للجمباز (licence) (الإنجليزية)
- شارلوت دروري على موقع الاتحاد الدولي للجمباز (biography) (الإنجليزية)
- شارلوت دروري على موقع اللجنة الأولمبية والبارالمبية الأمريكية (الإنجليزية)